# آندری بادانوویچ
آندری بادانوویچ (بلاروسی: Андрэй Віктаравіч Багдановіч؛ زادهٔ ۱۵ اکتبر ۱۹۸۷) قایقران کانو اهل بلاروس است.
وی در مسابقات کشوری و بین‌المللی در مجموع برندهٔ ۵ مدال طلا، ۸ مدال نقره، ۸ مدال برنز شده‌است.